# 1865年の音楽
1865年の音楽（1865ねんのおんがく）では、1865年の音楽分野の動向についてまとめる。

## 出来事
- 1月30日 - ヨーゼフ・シュトラウスのワルツ『ディナミーデン』初演。
- 6月10日 - リヒャルト・ワーグナーのオペラ『トリスタンとイゾルデ』初演。
- 8月2日 - ヨーゼフ・シュトラウスのワルツ『トランスアクツィオン』初演。
- 9月9日 - フランツ・フォン・スッペのオペレッタ『美しきガラテア』初演。
- 12月17日 - フランツ・シューベルトの未完成交響曲初演。

## クラシック音楽
- ヨハネス・ブラームス - ホルン三重奏曲 変ホ長調 op.40
- アントニン・ドヴォルザーク - 交響曲第1番「ズロニツェの鐘」 ハ短調 op.3
- エドヴァルド・グリーグ - ヴァイオリンソナタ第1番 ヘ長調 op.8,ピアノソナタ ホ短調 作品7

## 誕生
- 6月9日
  - カール・ニールセン(デンマーク、作曲家)
  - アルベリク・マニャール(フランス、作曲家)
- 7月21日 - ロバート・カーン(Robert Kahn)(ドイツ、作曲家・ピアニスト・音楽教師)
- 8月10日 - アレクサンドル・グラズノフ(ロシア、作曲家)
- 10月1日 - ポール・デュカス(フランス、作曲家)
- 12月3日 - グスタフ・イェナー(ドイツ、作曲家・指揮者・音楽教師)
- 12月8日 - ジャン・シベリウス(フィンランド、作曲家)

## 死去
- 10月8日 - ハインリヒ・ヴィルヘルム・エルンスト(チェコ、ヴァイオリニスト・作曲家)
- 12月6日 - セバスティアン・イラディエル(スペイン、作曲家)